# Franz Häußler
Franz Häußler (* 25. Mai 1899 in Saubersdorf; † 16. November 1958) war ein österreichischer Pädagoge, Psychologe und Gymnasialdirektor.

## Leben
Häußler besuchte eine Offiziersschule, bevor er an der Front im Ersten Weltkrieg teilnahm. Nach 1918 studierte Häußler Psychologie und schloss das Studium mit Dr. phil. ab.
1933 veröffentlichte Häußler gemeinsam mit Fritz Redl das Standardwerk „Einführung in die Psychologie“, das in weiteren Auflagen bis 1961 erscheinen sollte. Häußler war auch Autor zahlreicher anderer Lehrbücher in den Fächern Philosophie, Psychologie und Pädagogik.
1934 gründete Häußler die „Jung-Urania“, die als Jugendorganisation der Urania Lehrgänge für Kinder, Jugendliche und Studenten anbieten sollte. Andererseits wollte Häußler damit auch all jenen Jugendlichen eine neue politische Heimat geben, die durch das Verbot der NSDAP in Österreich und der Auflösung der NS-Verbände sich nicht mehr offiziell versammeln durften. Damit wurde die „Jung-Urania“ zu einer Tarnorganisation der Nationalsozialisten, die die Funktionen der Hitlerjugend übernahm. Die Organisation wurde in der austrofaschistischen Ständestaatsdiktatur 1937 behördlich verboten.
Nach dem „Anschluss Österreichs“ 1938 wurde die „Jung-Urania“ in die Hitlerjugend überführt, Häußler wurde im Mai desselben Jahres Blockleiter. Am 11. Februar 1940 beantragte Häußler die Aufnahme in die NSDAP und wurde zum 1. Juni desselben Jahres aufgenommen (Mitgliedsnummer 7.677.385).
Während des Zweiten Weltkriegs war Häußler ab 1942 Privatdozent für Psychologie an der Universität Graz.
Nach dem Zweiten Weltkrieg war Häußler Lehrer (D, F, Phil) am Gymnasium Stubenbastei im I. Bezirk. Von 1954 an leitete er vier Jahre hindurch die Schule stellvertretend für den in den Wiener Stadtschulrat abgestellten Direktor. Als Lehrer und Direktor setzte er sich in einem Schulversuch für einen auf breiter humanistischer Basis ausgerichteten (fächerübergreifenden) „Epochenunterricht“ und die an der Schule traditionell durchgeführten „Bildungsfahrten“ der Oberstufenschulklassen ein.
Sein plötzlicher Tod ereilte ihn, als er ein Jahr dann als definitiver Direktor der Schule tätig war. Er wurde am Döblinger Friedhof beigesetzt.

## Ehrungen
1965 wurde in Wien-Donaustadt (Kagran) die Häußlergasse nach ihm benannt. Eine Historikerkommission, die 2011–2013 die historische Bedeutung der Namensgeber für Wiener Straßennamen untersuchte, stufte die Häußlergasse als Fall „mit intensivem Diskussionsbedarf“ ein.